# صراع العروش: جينيسيس
«صراع العروش: جينيسيس» (بالإنجليزية: A Game of Thrones: Genesis)، هي لعبة استراتيجية من تطوير شركة أميوزمنت سيانايد وتوزيع شركة فوكس هوم إنتراكتيف للأجهزة العاملة بنظام ويندوز طرحت في الأسواق عام 2011.
اللعبة مقتبسة من سلسلة روايات أغنية الجليد والنار الشهيرة للكاتب الأمريكي جورج ر. ر. مارتن، وهي أول مرة يحول فيها هذا العالم الخيالي إلى لعبة فيديو.
تأخذنا اللعبة في رحلة تمتد لأكثر من ألف عام من تاريخ قارة ويستروس، وتبدأ تحديدًا مع وصول شعب الروينار إلى القارة بقيادة الملكة المحاربة نيميريا.

## أسلوب اللعب
تركِّز اللعبة على السيطرة على نقاط حيوية مثل القلاع، والمدن، ومناجم الذهب، عبر من شخصيات متنوعة داخل اللعبة.
لكن بخلاف معظم ألعاب الإستراتيجية الكلاسيكية التي تعتمد على القوة العسكرية المباشرة، تميزت هذه اللعبة بتركيزها على المواجهات الذكية والخدع السياسية، بأسلوب يشبه لعبة حجر-ورقة-مقص بين أنواع الشخصيات المختلفة.
الهدف الرئيسي في اللعبة هو الوصول إلى العرش الحديدي من خلال جمع أكبر قدر من البريستيج داخل عالم اللعبة.
يملك كل بيت من بيوت النبلاء وحداته وقدراته الخاصة. فعلى سبيل المثال، تتميز عائلة ستارك بالذئاب الرهيبة، في حين تتميز عائلة باراثيون بوحدات رماة أكثر دقة وقوة.
اللعبة تقدم طورين رئيسيين، وبها على أربع أوجه أساسية: الدبلوماسية، والقوة العسكرية، والاقتصاد، والتحركات الخفية.

## الآراء والتقييمات
| استقبال |         |
| --- | ------- |
| مجموع النقاط المجموع نقاط ميتاكريتيك 53/100 [ 8 ] نتائج المراجعة نشرة نقاط دستركتويد 4.5/10 [ 9 ] يورو غيمر 5/10 [ 10 ] غيم إنفورمر 6.75/10 [ 11 ] غيم برو [ 12 ] غيمزماستر 59% [ 13 ] غيم سبوت 5/10 [ 14 ] غيم سباي [ 15 ] غيم تريلرز 4.9/10 [ 16 ] آي جي إن 6/10 [ 17 ] جويستيك [ 18 ] بي سي غيمر (المملكة المتحدة) 62% [ 19 ] بي سي باور بلاي 3/10 [ 20 ] Digital Spy [ 21 ] The Escapist [ 22 ] |         |
| مجموع النقاط |         |
| المجموع | نقاط    |
| ميتاكريتيك | 53/100  |
| نتائج المراجعة |         |
| نشرة | نقاط    |
| دستركتويد | 4.5/10  |
| يورو غيمر | 5/10    |
| غيم إنفورمر | 6.75/10 |
| غيم برو | [ 12 ]  |
| غيمزماستر | 59%     |
| غيم سبوت | 5/10    |
| غيم سباي | [ 15 ]  |
| غيم تريلرز | 4.9/10  |
| آي جي إن | 6/10    |
| جويستيك | [ 18 ]  |
| بي سي غيمر (المملكة المتحدة) | 62%     |
| بي سي باور بلاي | 3/10    |
| Digital Spy | [ 21 ]  |
| The Escapist | [ 22 ]  |

حصلت اللعبة عند صدورها على تقييمات تراوحت ما بين المتوسطة إلى متفاوتة حسب موقع ميتاكريتيك المتخصص في مراجعات الألعاب.

## وصلات خارجية
- صراع العروش: جينيسيس على موبي غيمز